# Leena Günther
Leena Günther (née le 16 avril 1991 à Cologne) est une athlète allemande, spécialiste des épreuves de sprint.

## Biographie
Elle remporte la médaille d'or du relais 4 × 100 m lors des Championnats d'Europe 2012 d'Helsinki, aux côtés de ses compatriotes Anne Cibis, Tatjana Lofamakanda Pinto et Verena Sailer. L'équipe d'Allemagne, qui établit la meilleure performance européenne de l'année, s'impose en 42 s 51, devant les Pays-Bas et la Pologne.

### Palmarès
| Date | Compétition                       | Lieu      | Résultat | Épreuve   |
| ---- | --------------------------------- | --------- | -------- | --------- |
| 2009 | Championnats d'Europe juniors     | Novi Sad  | 1re      | 4 × 100 m |
| 2010 | Championnats du monde juniors     | Moncton   | 5e       | 100 m     |
| 2010 | Championnats du monde juniors     | Moncton   | 2e       | 4 × 100 m |
| 2011 | Championnats d'Europe par équipes | Stockholm | 3e       | 4 × 100 m |
| 2011 | Championnats d'Europe espoirs     | Ostrava   | 2e       | 100 m     |
| 2012 | Championnats d'Europe             | Helsinki  | 1re      | 4 × 100 m |
| 2012 | Championnats d'Europe             | Londres   | 5e       | 4 × 100 m |
| 2013 | Championnats d'Europe espoirs     | Tampere   | 1re      | 4 × 100 m |

### Records
| Épreuve | Performance | Lieu     | Date         |
| ------- | ----------- | -------- | ------------ |
| 100 m   | 11 s 33     | Mannheim | 13 août 2011 |